# Donji Moranjci
Donji Moranjci es un pueblo en el municipio de Srebrenik, Bosnia y Herzegovina.

## Geografía
Donji Moranjci está rodeado de campos. El clima es hemiboreal. La temperatura promedio es de 11 °C. El mes más cálido es julio, con 22 °C, y el más frío es febrero, con 2 °C. La precipitación media es de 1.205 milímetros al año. El mes más lluvioso es mayo, con 240 milímetros de lluvia, y el más seco es noviembre, con 64 milímetros.

## Demografía
Según el censo de 2013, su población era de 405 habitantes.